# Peregrinos Proteus
Peregrinos Proteus (Oudgrieks: Περεγρῖνος Πρωτεύς) (Parion, ca. 95 – Harpina, 165) was een cynisch filosoof die voorheen enige decennia christen zou zijn geweest en die een einde maakte aan zijn leven door zelfverbranding. Loukianos van Samosata was getuige van zijn dood en schreef er een harde satire over: Het levenseinde van Peregrinos. Het is niet eenvoudig daarin de historische feiten van de karaktermoord te scheiden, te meer daar Peregrinos een charismatisch figuur moet zijn geweest die zich met zijn bijnaam 'Proteus' een goddelijke status aanmat. Hij leidde een zwervend bestaan dat hem naar Klein-Azië, Syrië, Palestina, Egypte, Italië en Griekenland bracht. Aulus Gellius ontmoette hem ook en liet een positiever geluid horen.

## Leven
Peregrinos was afkomstig uit Parion op de Klein-Aziatische kusten van de Hellespont en moet in 114-116 naar Armenië zijn gereisd. Van ruwweg 120 tot 140 moet hij zich hebben aangesloten bij de vroege christenen, al bestaat hiervoor geen ander bewijs dan het schotschrift van Loukianos. Hij zou hebben behoord tot de gemeenschap van de Essenen-Ebionieten in Pella. Bij het uitbreken van de Bar Kochba-opstand in 132 werd hij opgesloten, maar na twee jaar liet de gouverneur van Asia (Sextus Julius Severus of Lucius Flavius Arrianus) hem weer vrij. In 135 hernam hij zijn omzwervingen en rond 140 werd hij uit de Ebionitische kerk gestoten. Hij trok naar Egypte en schoolde zich onder invloed van Agathoboulos om tot een cynicus. De filosofen van deze strekking cultiveerden een onbevreesde levenshouding tegenover autoriteiten, fatsoensnormen en de dood. 
Rond 150 trok Peregrinos naar Rome, maar hij werd er na een tweetal jaar verbannen wegens provocaties aan het adres van keizer Antoninus Pius. Loukianos schrijft dit toe aan een hang naar martelaarschap. Van Filostratos weten we dat Peregrinos zich in het jaar 153 in Olympia verzette tegen het bouwproject van het weldoenerskoppel Herodes Atticus en Aspasia Annia Regilla voor een aquaduct, exedra en Nymphaeum. In 157 verzoende hij zich weer met Herodes. Enkele jaren later had hij in Athene een ontmoeting met Aulus Gellius, op wie hij een gunstige indruk maakte. 
Aan het slot van de Olympische Spelen van 161 kondigde Peregrinos aan dat hij zich na afloop van de volgende editie zou verbranden, klaarblijkelijk in een demonstratie van doodsverachting en filosofische standvastigheid. Tot afgrijzen van Loukianos voerde hij dit voornemen daadwerkelijk uit door zich enkele dagen na de sluiting van de Olympische Spelen van 165 in Harpina op een brandstapel te gooien. 
Postuum kreeg Peregrinos een standbeeld in zijn vaderstad Parion, dat orakels gaf en hem dus een goddelijke status bezorgde. Voor Loukianos, die Peregrinos kort voor zijn dood zou hebben ontmoet tijdens de oversteek van de Egeïsche Zee, was hij niet meer dan een ijdele en publiciteitsgeile charlatan, wiens apotheose een laatste stunt was geweest om zijn volgelingen het hoofd op hol te brengen. Geschokt door de vuurdood waarvan hij getuige was geweest, besloot hij er een satire over te schrijven, waarbij ook de gebruikelijke karaktermoord hoorde. Vakkundig diste Loukianos ongeloofwaardige verhalen op over vadermoord en seksueel wangedrag.

## Culturele weerklank
Christoph Martin Wieland schreef de tweedelige roman Peregrinus Proteus (1787-1788) en Peter Sloterdijk besprak de filosoof in Kritik der zynischen Vernunft (1983).

## Antieke bronnen
- Loukianos van Samosata, Het levenseinde van Peregrinos (Περὶ τῆςΠερεγρίνου τελευτῆς)
- Aulus Gellius, Noctes Atticae, 8.3 en 12.11
- Athenagoras, Gezantschap voor de christenen (Πρεσβεία περί των Χριστιανών), 26.3-5
- Tatianos, Rede aan de Grieken (Ἐπιστολὴ πρὸς Ἕλληνας), 25
- Tertullianus, Ad martyras
- Flavios Filostratos, Levens van sofisten (Βίοι σοφιστῶν)
- Ammianus Marcellinus, Res gestae
- Hiëronymus van Stridon, Chronicon